# Roeland Gehlen
Roeland Gehlen (Schinnen, 1968) is een Nederlands violist.

## Opleiding
Gehelen studeerde aan het Conservatorium Maastricht bij Nilla Pierrou, en daarna bij André Gertler in Brussel en van 1993-95 bij Thomas Brandis aan de Hochschule der Künste in Berlijn. 

## Prijzen en onderscheidingen
In 1987 won Gehlen de tweede prijs bioj het internationale Szymanowski-concours in Brussel. In 1989 won hij de eerste prijs op het Nationaal Vioolconcours Oskar Back. In 1992 was hij succesvol bij het internationale Lipizzer-vioolconcours in Gorizia (Italië). In 1993 won hij bij het concours van de hogeschool in Berlijn de Ibolyka-Gyarfas-prijs.

## Activiteiten
In de jaren 1993-97 was bij primarius (eerste violist) van het Dshamilja-strijkkwartet. In die tijd werkte hij met Norbert Brainin van het Amadeus-kwartet en Gerhard Schulz van het Alban Berg-kwartet. Van 1993 tot 96 was hij vaste remplaçant bij de Berliner Philharmoniker. In de jaren 2000-04 was Gehlen eerste concertmeester van de Bochumer Symphoniker en sinds 2004 is hij eerste concertmeester van Het Gelders Orkest. Van 2005 is hij lid van het ensemble Suoni d´Arte. 
Gehlen speelde recitals en soleerde bij diverse orkesten in Nederland, Duitsland en daarbuiten, waaronder in Italië, Frankrijk, Spanje, Portugal en Polen, naast ook Azië, Amerika en Argentinië. Hij maakte opnamen voor de Bayerischer Rundfunk en de SWR. 
Gehlen geeft vanaf 2005 regelmatig les bij de Beierse Orkestacademie. 

## Instrument
Gehlen speelt op een instrument van Jean-Baptiste Vuillaume. 